# Sylvie Vuillaume (football)
Pour les articles homonymes, voir Sylvie Vuillaume.
Sylvie Vuillaume est une joueuse française de football née le 6 avril 1965, évoluant au poste de milieu de terrain. 

## Biographie
Sylvie Vuillaume évolue de 1979 à 1984 à l'AS Nancy-Lorraine. Elle dispute son premier match en équipe de France à l'âge de 14 ans, le 15 mars 1980 face à la Suisse (victoire 4-0) ; elle apparaît seulement une autre fois sous le maillot bleu, le 10 mai 1980 face au Danemark (défaite 0-2). 
Elle termine sa carrière en club au FC Metz de 1984 à 1985.